# Aureliano Torres Román
Aureliano Torres Román (16 de juny de 1982) és un futbolista paraguaià.

## Selecció del Paraguai
Va formar part de l'equip paraguaià a la Copa del Món de 2010.